# Hans-Rudolf Jung
Hans-Rudolf Jung (geb. am 1. Juli 1921 in Greiz; gest. am 23. Januar 2016) war ein deutscher Musikschriftsteller, Musiklehrer und Hochschullehrer.

## Leben
Jung war in Weimar wohnhaft in der Bechsteinstraße 26. Jung war von 1972 bis 1980 Rektor der Hochschule für Musik Franz Liszt Weimar. Sein Nachfolger in diesem Amt war Diethelm Müller-Nilsson. Er publizierte u. a. zur reußischen Musikgeschichte. Jung machte bei seinen Forschungen zur reußischen Musikgeschichte so manche Entdeckungen. So entdeckte er ein 1617 erstelltes Gutachten von Heinrich Schütz (1585–1672) zur Neuordnung der Hof-, Schul- und Stadtmusiken in Gera und beschäftigte sich mit dem Lobensteiner Komponisten Georg Andreas Sorge (1703–1778) und dessen Briefwechsel mit Georg Philipp Telemann (1681–1767).